# 우리 본성의 선한 천사
우리 본성의 더 나은 천사들: 폭력이 감소한 이유는 2011년 스티븐 핑커의 책으로, 저자는 세계의 폭력이 장기적으로나 단기적으로 감소했다고 주장하며 왜 이런 일이 일어났는지에 대한 설명을 제시한다. 이 책은 시간과 지리에 따른 폭력 감소를 기록한 데이터를 사용한다. 이는 전쟁부터 아동에 대한 처우 개선에 이르기까지 모든 형태의 폭력이 급격히 감소하는 그림을 그린다. 그는 폭력 감소의 가능한 원인으로 무력, 상업(다른 사람들이 죽는 것보다 살아있는 것이 더 가치 있게 만드는 것), 문해력과 의사소통의 증가(공감을 촉진하는 것), 합리적 문제 해결 지향의 증가 등을 강조한다. 그는 역설적으로 우리의 폭력에 대한 인상이 이러한 감소를 추적하지 못했으며, 아마도 의사소통의 증가 때문일 수 있다고 지적한다. 더 많은 감소는 불가피하지 않지만, 공감과 같은 더 나은 동기부여와 같은 더 나은 동기부여가 될 것이다.

## 논제
이 책의 제목은 에이브러햄 링컨 미국 대통령의 첫 취임 연설의 마지막에서 따온 것이다. 핑커는 이 문구를 공감, 자기 통제, "도덕적 감각", 이성 등 네 가지 인간 동기에 대한 은유로 사용하며, "폭력에서 벗어나 협력과 이타주의로 방향을 잡을 수 있다"고 썼다:xxv
핑커는 수천 년 동안 폭력이 감소해 왔으며 현재가 인류 역사상 가장 평화로운 시기임을 보여주는 방대한 양의 데이터(및 그 통계 분석)를 제시한다. 그는 폭력의 감소는 그 규모가 엄청나며, 이는 길고 짧은 시간 규모에서 볼 수 있으며 군사적 갈등, 살인, 집단 학살, 고문, 형사 사법, 아동, 동성애자, 동물 및 인종 및 소수 민족에 대한 대우 등 많은 영역에서 발견된다고 주장한다. 그는 "확실히 감소는 순탄하지 않았고, 폭력을 제로로 만들지 않았으며, 계속될 것이라고 보장할 수도 없다"고 강조한다
핑커는 자신이 기록한 폭력적인 행동의 급격한 감소가 인간 생물학이나 인지의 주요 변화에서 비롯된 것이 아니라고 주장한다. 그는 특히 인간이 반드시 폭력적이기 때문에 더 평화로워지기 위해서는 급진적인 변화를 겪어야 한다는 견해를 거부한다. 그러나 핑커는 또한 단순한 본성 대 양육 주장을 거부하는데, 이는 급진적인 변화가 순전히 외부의 (양육) 출처에서 비롯되었음을 의미한다. 대신 그는 다음과 같이 주장한다: "폭력의 감소를 설명하는 방법은 우리의 평화적 동기를 우위에 둔 문화적, 물질적 환경의 변화를 파악하는 것이다."
핑커는 "평화로운 동기"를 선호하고 "폭력의 다발적인 감소를 주도한" 다섯 가지 "역사적 세력"을 식별한다. 그들은:
- 리바이어던 - 현대 국민국가와 사법부가 "정당한 무력 사용에 대한 독점"으로 부상하면서 착취적 공격의 유혹을 완화하고 복수에 대한 충동을 억제하며 이기적인 편견을 피할 수 있게 되었다.
- 상업 – 기술 발전의 증가로 인해 더 먼 거리와 더 큰 무역 파트너 그룹 간에 상품과 서비스를 교환할 수 있게 되어, 다른 사람들이 죽은 사람들보다 더 가치 있게 되고 악마화와 비인간화의 대상이 될 가능성이 줄어든다.
- 여성화 – 여성의 이익과 가치에 대한 존중을 강화한다.
- 세계주의 - 문해력, 이동성, 대중 매체와 같은 세력의 부상으로 인해 사람들은 자신과 다른 사람들의 관점을 받아들이고 공감의 폭을 넓혀 그들을 포용할 수 있다.
- 이성의 에스컬레이터 - 인간 문제에 지식과 합리성을 강화하여 사람들이 폭력의 순환이 무의미하다는 것을 인식하고, 다른 사람들에 대한 자신의 이익에 대한 특권을 줄이고, 폭력을 경쟁이 아닌 해결해야 할 문제로 재구성하도록 강요할 수 있는 방법이다."[3]:xxvi 핑커는 피터 싱어가 "이성의 증대자"라는 은유를 가지고 있다고 말한다.[3]:dcxlix

## 개요
책의 첫 번째 섹션인 2장부터 7장까지는 폭력 감소와 관련된 역사적 경향을 다양한 척도로 보여주고 분석하고자 한다. 8장에서는 폭력으로 이어질 수 있는 심리적 시스템인 다섯 가지 '내면의 악마'에 대해 설명한다. 9장에서는 사람들을 폭력으로부터 멀어지게 할 수 있는 네 가지 '더 나은 천사' 또는 동기를 살펴본다. 마지막 장에서는 위에 나열된 폭력 감소로 이어진 다섯 가지 역사적 힘을 살펴본다.

### 폭력 감소의 여섯 가지 경향 (제2장부터 제7장까지)
1. 평화화 과정: 핑커는 이를 약 5천 년 전부터 시작된 사냥, 채집, 원예 사회의 무정부 상태에서 도시와 정부를 가진 최초의 농업 문명으로의 전환으로 설명한다. 이는 자연 상태에서의 생활을 특징짓는 만성적인 습격과 반란을 줄이고 폭력적인 사망률을 5배 정도 감소시켰다.[3]:xxiv
2. 문명화 과정: 핑커는 "중세 후반에서 20세기 사이에 유럽 국가들은 살인율이 10배에서 50배까지 감소했다"고 주장한다. 그는 문명화 과정의 개념을 사회학자 노르베르트 엘리아스의 영향으로 돌리며, 그는 이러한 놀라운 감소를 봉건 영토의 일부가 중앙집권적 권위와 상업 인프라를 갖춘 대왕국으로 통합되었기 때문이라고 설명한다.[3]
3. 인도주의 혁명 – 핑커는 이 용어와 개념을 역사가 린 헌트의 것으로 보고 있다. 그는 이 혁명이 "수세기의 짧은 규모로 전개되어 17세기와 18세기 이성의 시대와 유럽 계몽주의 시기에 시작되었다"고 말한다. 그는 또한 역사적 선례와 "세계 다른 곳과 유사하다"고 지적하지만, "노예제, 결투, 사법적 고문, 미신적 살인, 가학적 처벌, 동물 학대를 폐지하려는 최초의 조직화된 운동과 체계적 평화주의의 첫 번째 동요를 목격했다"고 썼다[3]
4. 긴 평화: 그가 역사학자 존 루이스 가디스의 저서 '긴 평화: 냉전의 역사에 대한 탐구'에서 유래한 용어이다. 핑커는 이 네 번째 '주요 전환'이 제2차 세계대전이 끝난 후에 일어났다고 말한다. 그는 이 기간 동안 강대국과 선진국 일반이 서로 전쟁을 중단했다고 말한다.[3]
5. 새로운 평화: 핑커는 이러한 추세를 "더 미약하다"고 말하지만, 1989년 냉전 종식 이후 내전, 대량 학살, 독재 정부에 의한 탄압, 테러 공격 등 모든 종류의 조직적 갈등이 전 세계적으로 감소하고 있다.[3]
6. 권리 혁명: 핑커는 전후 시기에 "소수 민족, 여성, 아동, 동성애자, 동물에 대한 폭력을 포함한 소규모의 침략에 대한 반발이 커지고 있다"고 주장한다. 이러한 인권 개념에서의 분리는 1950년대 후반부터 현재까지 일련의 운동으로 주장되었다[3]:xxiv–xxv

### 다섯 명의 내면 악마 (제8장)
핑커는 "인간이 공격성(죽음의 본능 또는 피에 대한 갈증)에 대한 내적 동기를 가지고 있으며 주기적으로 방출되어야 한다는 생각인 "수압적 폭력 이론"을 거부한다. 폭력의 심리에 대한 현대 과학적 이해에서 더 이상 벗어날 수 없는 것은 없다." 대신, 그는 연구에서 "공격성은 증가하는 충동은커녕 단일 동기가 아니다. 이는 환경적 유발 요인, 내부 논리, 신경학적 기초, 사회적 분포에서 다른 여러 심리 시스템의 결과이다."라고 주장한다. 그는 다섯 가지 시스템을 검토한다:
1. 약탈적 또는 실질적 폭력: 목적을 달성하기 위한 실질적인 수단으로 사용되는 폭력.[3]:613
2. 지배: 권위, 명성, 영광, 권력에 대한 충동. 핑커는 지배 동기가 인종, 민족, 종교 또는 국가 그룹의 개인과 연합 내에서 발생할 수 있다고 주장한다.[3]:631
3. 복수: 보복, 처벌, 정의를 향한 도덕적 충동.[3]:639
4. 가학성 성애: 사람의 고통을 즐기기 위해 의도적으로 고통을 가하는 것을 의미한다.[3]:660
5. 이데올로기: 일반적으로 유토피아에 대한 비전을 포함하는 공유 신념 체계로, 무한한 선을 추구하는 무한한 폭력을 정당화한다.[3]

### 네 명의 더 나은 천사들 (제9장)
핑커는 폭력에서 벗어나 협력과 이타주의로 방향을 잡을 수 있는 네 가지 동기를 조사한다. 그는 다음과 같이 설명한다:
1. 공감: 다른 사람들의 고통을 느끼고 그들의 관심사를 우리의 관심사와 일치시키도록 유도한다.
2. 자기 통제: 충동에 작용할 때 발생하는 결과를 예측하고 그에 따라 억제할 수 있게 해준다.
3. 도덕적 의미: 한 문화에서 사람들 간의 상호작용을 지배하는 일련의 규범과 금기를 신성시하는 의미이다. 이러한 규범은 때때로 폭력을 감소시키지만, 규범이 부족적이거나 권위주의적이거나 청교도적일 때 폭력을 증가시킬 수도 있다.
4. 이유: 우리가 우리의 편협한 관점에서 자신을 추출할 수 있게 해준다.

이 장에서 핑커는 또한 인간이 생물학적 의미에서 덜 폭력적으로 진화했다는 생각을 검토하고 부분적으로 거부한다.이 장에서 핑커는 또한 인간이 생물학적 의미에서 덜 폭력적으로 진화했다는 생각을 검토하고 부분적으로 거부한다.

## 영향
이 책의 학제 간 특성 때문에 핑커는 다양한 분야의 다양한 출처를 사용한다. 특히 핑커가 저평가되었다고 주장하는 철학자 토마스 홉스에게 주목한다. 핑커가 '비정통적' 사상가를 사용한 것은 폭력에 대한 데이터가 현재의 기대와 모순된다는 그의 관찰에서 직접적으로 비롯된다. 이전 연구에서 핑커는 홉스에 대한 일반적인 오해를 다음과 같이 설명했다:
Hobbes is commonly interpreted as proposing that man in a state of nature was saddled with an irrational impulse for hatred and destruction. In fact his analysis is more subtle, and perhaps even more tragic for he showed how the dynamics of violence fall out of interactions among rational and self-interested agents.

핑커는 정치학자 존 뮬러와 사회학자 노버트 엘리아스 등 때때로 간과되는 현대 학자들의 아이디어도 언급한다. 핑커에 대한 엘리아스의 영향력은 엘리아스의 중요한 문명화 과정이라는 제목에서 따온 3장의 제목에서 유추할 수 있다. 핑커는 또한 국제 관계 학자 조슈아 골드스타인의 연구를 바탕으로 한다. 그들은 "전쟁은 정말 유행을 타지 않고 있다"라는 제목의 뉴욕 타임즈 기고문을 공동 집필하여 많은 공유된 견해를 요약했다. 그리고 하버드 정치 연구소에 함께 출석하여 유사한 논문에 대한 학계와 학생들의 질문에 답했다.

## 리셉션

### 칭찬
영국 언론 리뷰 집계 사이트인 '더 옴니보어'에서 이 책은 5점 만점에 4점을 받았다. "Bookmarks"에서 이 책은 별점 5점 만점에 3.5점을 받았으며, 비평 요약에는 "핑커는 자신의 데이터를 유머로 평가하여 일반 독자들에게 더 호감을 주고, 그의 명쾌하고 유창한 산문은 어려운 개념을 이해하게 만든다"고 적혀 있다.
빌 게이츠는 이 책을 지금까지 읽은 책 중 가장 중요한 책 중 하나라고 생각하며, BBC 라디오 프로그램 '데저트 아일랜드 디스크'에서 그는 이 책을 무인도로 가져갈 책으로 선택했다. 그는 "스티븐 핑커는 우리에게 이러한 긍정적인 궤적을 조금 더 가능성 있게 만들 수 있는 방법을 보여준다. 이는 역사적 학문뿐만 아니라 전 세계에 대한 공헌이다."라고 썼다. 게이츠는 2017년 5월 졸업식을 추천한 후, 그 책은 베스트셀러 목록에 올랐다.
철학자 피터 싱어는 뉴욕 타임즈에서 이 책에 대해 긍정적인 평가를 내렸다. 싱어는 이렇게 결론지었다: "[이 책은] 매우 중요한 책이다. 다양한 분야에 걸쳐 많은 연구를 수행할 수 있다는 것은 위대한 업적이다. 핑커는 폭력이 극적으로 감소했음을 설득력 있게 보여주며, 그 감소의 원인에 대해 설득력이 있다."
정치학자 로버트 저비스는 내셔널 인터레스트의 긴 리뷰에서 핑커가 "반박하기 어려운 주장을 한다"고 말한다. 트렌드는 미묘하지 않으며, 많은 변화에는 몇 배 이상의 변화가 포함된다. 그의 설명이 완전히 설득되지 않더라도 진지하고 근거가 풍부한다."
마이클 셔머는 아메리칸 스콜라의 리뷰에서 "핑커는 장기적인 데이터가 일화를 능가한다는 것을 보여준다"고 썼다. 우리가 유난히 폭력적인 시대에 살고 있다는 생각은 미디어가 폭력을 끊임없이 보도하고 최근의 감정적으로 중요한 사건을 알아차리고 기억하는 우리 뇌의 진화된 성향과 결합하여 만들어진 환상이다. 핑커의 논지는 살인, 강간, 집단학살부터 아동 때리기, 흑인, 여성, 동성애자, 동물 학대에 이르기까지 모든 종류의 폭력이 문명화 과정의 결과로 수세기 동안 감소해 왔다는 것이다... 핑커의 832페이지 분량의 오퍼를 집어드는 것은 벅차지만, 처음부터 페이지를 넘기는 일이다."
케임브리지 대학교의 정치학자 데이비드 런시먼은 가디언에 이렇게 썼다. "저는 세상이 항상 그랬던 것처럼 위험하다고 믿는 사람 중 한 명이다. 하지만 핑커는 대부분의 사람들에게 세상이 대부분 덜 위험해졌다는 것을 보여준다." 런시먼은 "모두가 이 놀라운 책을 읽어야 한다"고 결론지었다
이 책이 왕립학회 윈턴 과학 도서상 최종 후보에 올랐을 때 작성된 가디언지의 후기 리뷰에서 팀 래드포드는 "자신감과 스윕, 방대한 시간 규모, 인간적인 관점, 자신감 넘치는 세계관에서 이 책은 과학 책 그 이상이다. 낙관주의자가 자신의 쾌활한 이유를 나열하고 설득력 있는 사례로 뒷받침할 수 있는 서사적인 역사이다.... 그가 맞는지는 모르겠지만 이 책이 수상작이라고 생각한다."라고 썼다
아담 리는 빅 씽크의 블로그 리뷰에서 "핑커의 결론을 거부하려는 사람들조차도 조만간 그의 주장에 맞서 싸워야 할 것"이라고 썼다
윌슨 계간지의 긴 리뷰에서 심리학자 본 벨은 이를 "폭력, 침략, 전쟁이 인류의 가장 평화로운 시대에 살고 있을 정도로 어떻게 그리고 왜 현저하게 감소했는지에 대한 훌륭한 탐구"라고 평가한다.... 파워풀하고, 마음이 변하고, 중요하다."
로스앤젤레스 리뷰 오브 북스에 대한 긴 리뷰에서 인류학자 크리스토퍼 보엠(Christopher Boehm)은 서던 캘리포니아 대학교 생물과학 교수이자 USC 제인 구달 연구 센터의 공동 소장으로서 이 책을 "훌륭하고 중요하다"고 평가했다
정치학자 제임스 Q. 윌슨은 월스트리트 저널에서 이 책을 "핑커 씨가 인류 역사상 가장 큰 변화 중 하나로 여기는 것을 설명하기 위한 훌륭한 노력"이라고 평가했다: 우리는 이전보다 서로를 덜 죽이다. 하지만 이 프로젝트에 가장 큰 효과를 주기 위해 그는 쓸 책이 하나 더 있다: 현재 800페이지 분량으로 제시된 논쟁을 연결하고 핑커 씨가 신중하게 연구하지 않은 몇 안 되는 주제를 피하는 간략한 설명이다." 특히 윌슨이 반대한 주장은 핑커가 쓴 글이다. (윌슨의 요약에서) "조지 W. 부시는 고문을 '불명스럽게' 지지했고, 존 케리는 테러리즘을 '괴롭힘'으로 생각한 것이 옳았다", '팔레스타인 활동가 단체'는 폭력을 부인하고 이제 '능력 있는 정부'를 건설하기 위해 노력하고 있다. 이란은 핵무기를 절대 사용하지 않을 것이다... [그리고] 부시는... '무지각적'이다."
브렌다 매독스는 텔레그래프에서 이 책을 "완전히 설득력 있고" "잘 논증되었다"고 평가했다.
이를 파이낸셜 타임즈에 리뷰한 클라이브 쿡슨은 "과학, 역사, 스토리텔링의 놀라운 종합으로, 오늘날 대다수의 사람들이 대중 매체를 통해서만 심각한 폭력을 경험할 수 있다는 것을 보여준다"고 평가했다
과학 저널리스트 존 호건은 슬레이트에서 대체로 긍정적인 리뷰를 통해 이를 "비관론자들이 우울한 미래 비전에 집착하는 것을 훨씬 더 어렵게 만드는 기념비적인 업적"이라고 평가했다.

허핑턴 포스트에서 사이먼 프레이저 대학교 범죄학과 교수 겸 부학장 닐 보이드는 비평가들을 상대로 이 책을 강력히 옹호하며 다음과 같이 말했다:
몇 가지 엇갈린 평가가 있지만(월스트리트 저널의 제임스 Q. 윌슨이 떠오른다), 사실상 다른 모든 사람들은 이 책에 대해 극찬하거나 경멸과 혐오에 가까운 표현을 한다... 의견 충돌의 중심에는 연구와 학문, 어쩌면 인식론 자체에 대한 경쟁적인 개념들이 있다. 폭력을 어떻게 연구하고 증가해왔는지 또는 감소해왔는지 평가할 수 있을까요? 어떤 분석 도구를 테이블에 올려야 할까요? 핑커는 시간 경과에 따른 폭력 사망률, 주 이전 사회, 중세 유럽, 현대 시대, 그리고 항상 전 세계적인 맥락에서 볼 수 있는 최고의 증거를 현명하게 선택한다. 그는 국가 간 갈등, 두 차례의 세계 대전, 내부 갈등, 내전, 살인 사건에 대해 글을 쓴다. 그렇게 함으로써 그는 폭력의 중요한 지표를 시민 10만 명당 살인 사망률로 삼는다... 핑커의 책은 놀라운 책으로, 너무 자주 명시되지 않은 도덕성과 매우 의심스러운 경험적 가정에 가려져 있는 문제를 이해하는 메커니즘으로서 과학을 찬양한다. 그의 구체적인 내용에서 어떤 합의나 의견 불일치가 나오든 저자는 우리의 존경, 감사, 박수를 받을 자격이 있다."

그 책은 또한 The Spectator,와 The Independent.에서 긍정적인 평가를 받았다

### 비판
통계학자이자 철학 수필가인 나심 니콜라스 탈렙은 핑커와 처음 서신을 주고받은 후 핑커의 전쟁 데이터 분석에 이의를 제기한 최초의 학자이다. "핑커는 과학과 저널리즘의 차이, 엄격한 경험주의와 일화적 진술의 차이에 대해 명확하게 알지 못한다. 과학은 샘플에 대해 주장하는 것이 아니라 샘플을 사용하여 일반적인 주장을 하고 샘플 외부에 적용되는 속성을 논의하는 것이다."답변에서 핑커는 자신의 주장이 금융 시장에 대한 "대단한 중재" 주장과 유사하지 않다고 부인하며, "탈렙의 글은 '베터 엔젤스'가 700페이지에 달하는 화려한 통계적 외삽으로 구성되어 있으며, 이는 폭력적인 재앙이 불가능해졌다는 결론에 이르게 함을 의미한다... [하지만] 책에 나오는 통계는 겸손하고 거의 완전히 기술적이다." 그리고 "책은 명시적으로, 단호하게, 그리고 미래에 큰 폭력적 충격이 일어날 수 없다는 것을 반복해서 부정한다."라고 말했다. 탈렙은 통계학자이자 확률론자인 파스콸레 시릴로와 함께 Physica A: 통계역학 및 그 응용 저널에 멱법칙 관계에 대한 추론을 위한 새로운 방법론을 제안하는 논문을 발표했다. 데이터를 재분석한 결과, 전쟁의 치명성이 감소하지 않았다.
Cirillo와 Taleb의 기사가 발표된 후, Better Angels에서 전쟁의 쇠퇴에 대한 주장에 초점을 맞춘 문헌이 증가하고 있다. 2018년 Science Advances 저널의 기사에서 컴퓨터 과학자 Aaron Clauset는 1815년부터 현재까지의 전쟁의 시작과 사망률에 대한 데이터를 조사한 결과, Pinker가 설명한 "긴 평화"를 포함한 명백한 경향이 우연의 변화의 결과일 가능성이 높다는 것을 발견했다.클라우젯은 통계적으로 유의미한 추세가 나타나기 전에 최근 추세가 100~140년 더 지속되어야 한다고 결론지었다. 수학자 셀린 쿠넨이 이끄는 오슬로 대학교와 오슬로 평화 연구소의 학자 팀은 클라우젯의 결론을 뒷받침하는 통계적 가정을 탐구했다. 그들은 전쟁의 치명성에 대한 데이터가 일반적으로 분쟁 문헌에서와 같이 멱법칙 분포에 부합한다고 가정했을 때 클라우셋의 결과를 재현했지만,연구진은 보다 유연한 분포인 역버 분포가 데이터에 더 잘 맞는다는 사실을 발견했다. 이러한 변화를 바탕으로 1950년경 이후 전쟁의 치사율이 감소해야 한다고 주장했다.
데이터의 경향에 대한 핑커의 주장에 대한 첫 번째 책 길이의 답변에서 정치학자 베어 브루몰러는 주 간 전쟁의 시작과 주 간 무력 사용, 전쟁의 치명성, 그리고 갈등을 유발하는 것으로 흔히 생각되는 다른 현상들의 영향에 대한 경향을 탐구했다. 후자의 테스트는 과거 전쟁의 원인이 시간이 지남에 따라 그 효력을 잃었다는 핑커의 주장에 대한 새로운 통계적 함의를 나타낸다. 브라우몰러는 이러한 현상 중 어느 것에서도 일관된 상승 또는 하락 추세의 증거를 발견하지 못했지만, 국가 간 무력 사용은 냉전이 끝나기 전에 꾸준히 증가했다가 그 이후로 감소했다. 브라우몰러는 이러한 갈등 패턴이 핑커의 "더 나은 천사들"의 점진적인 승리보다는 유럽 콘서트와 자유주의 국제 질서와 같은 국제 질서의 확산과 훨씬 더 일치한다고 주장한다.

R. 브라이언 퍼거슨 럿거스 대학교-뉴어크 인류학 교수는 선사 시대 사회에서 전쟁의 빈도에 대한 핑커의 고고학적 증거에 이의를 제기했다. 그는 이 증거가 "높은 사상자를 낸 체리 피킹 사례들로 구성되어 있으며, 역사 전반을 대표하지 않는 것이 분명하다"고 주장한다퍼거슨에게,
청동기 시대까지 유럽과 근동의 선사 시대 인구에 대한 '전체' 고고학적 기록을 고려할 때, 증거는 전쟁이 전쟁이 없는 상태에서 산발적으로 시작되었음을 분명히 보여준다. 이는 다양한 지역에서 다양한 궤적을 통해 볼 수 있으며, 사회가 확장되는 국가의 영향을 받아 더 크고, 더 많이 앉아 있으며, 더 복잡하고, 더 계층적이며, 한 중요한 지역에서는 시간이 지남에 따라 발전하는 것을 볼 수 있다.

퍼거슨의 조사는 문명 하에서 폭력이 감소했다는 핑커의 주장과 모순되며, 이는 그 반대의 사실을 나타낸다.
경제학자 타일러 코웬은 이 책을 읽을 만한 가치가 있다고 추천했지만, 현대 국가의 폭력 사용이 중앙집권화된 것에 대한 핑커의 분석에 회의적이었다.
사이언티픽 아메리칸의 책에 대한 리뷰에서 심리학자 로버트 엡스타인은 다음과 같이 언급했다
엡스타인은 또한 핑커가 과거 데이터에 지나치게 의존하고 있다고 비난하며, 핑커가 확인 편향의 희생양이 되어 자신의 논문을 뒷받침하는 증거에 집중하고 그렇지 않은 연구는 무시한다고 주장한다.
여러 부정적인 리뷰에서 핑커의 인문주의와 무신론과 관련된 비판이 제기되었다. 존 N. 그레이는 프로스펙트의 책에 대한 비판적 리뷰에서 "과학에서 평화의 희망을 찾으려는 핑커의 시도는 우리의 지속적인 신앙 필요성을 증명하기 때문에 깊이 교훈적이다."라고 썼다.
뉴욕 타임즈 칼럼니스트 로스 두타트는 "현재의 상대적 평화 시대가 폭력에서 벗어난 장기적인 추세를 반영한다는 주장에 널리 확신을 가지고 있으며, 핑커 원수들이 이러한 견해를 지지한다는 증거에 널리 감명을 받았다"며 비판 목록을 제시하고 핑커가 거의 모든 진전이 "계몽"에서 시작되며, 그 이전에 나타난 것은 긴 중세 시대의 어둠뿐이었다고 가정한다

신학자 데이비드 벤틀리 하트는 "핑커의 책에서 신중한 의심으로 가득 찬 신앙의 황홀한 순수함을 만나게 된다"고 썼다. 또한 그는 "사실을 초과할 뿐만 아니라 그에 대한 단호한 저항으로 아름다운 거짓을 믿는 인간 정신의 광기스럽고 영웅적인 능력을 재확인한다"고 말한다. 하트는 계속한다:
결국 핑커가 현대 사회에서 "폭력의 감소"라고 부르는 것은 실제로는 훨씬 더 과도한 인구 폭발로 인해 폭력이 지속적이고 사치스럽게 증가한 것이다. 하지만 너무 세세한 지적은 하지 않겠다: 그래서 뭐죠? 도대체 그가 "진보"나 "깨달음" 또는 과거, 현재 또는 미래에 대해 우리에게 무엇을 진정으로 상상할 수 있을까요? 현대 사회의 장점을 칭찬하되 신화는 생략해 주세요

조지 메이슨 대학교 법학대학원의 크레이그 S. 러너 교수는 클레어몬트 리뷰에서 감사하지만 궁극적으로 부정적인 리뷰를 통해 폭력 감소 주장을 일축하지 않고 "제2차 세계대전 이후 65년이 인류 역사상 가장 평화로운 해 중 하나라는 것을 인정하자"고 썼다. 그러나 핑커의 설명에는 동의하지 않으며 "핑커는 인간 생명의 신성함과 존엄성에 의해 인권이 고정되지 않은 세계를 묘사하지만 그럼에도 불구하고 평화와 조화가 나타나는 세계를 묘사한다"고 결론지었다. 일부 사람들이 지구상의 천국으로 여기는 것은 대부분 불화에서 벗어나 억압적인 신으로부터 해방된 미래이다. 그는 실제 인간의 역사에 의해 그토록 단호하게 실망한 희망을 즐기는 최초이자 마지막이 아니다." 2012년 봄호의 서신 섹션에서 날카로운 대화를 나누던 중, 핑커는 레너에게 "신보수적 의제"를 부여하며 여러 가지 점을 오해하고 있다고 비난한다. 특히 핑커는 "폭력의 역사적 감소가 '계속될 것을 보장하지 않는다'는 반복적인 주장을 하고 있다."라고 답했다. 레너는 이에 대해 핑커의 "내 리뷰에 대한 오해는 편지의 첫 문장에서 분명하다"고 말하며, 핑커가 제기한 문제에 대한 객관성과 "중대성을 인정하지 않는" 태도에 의문을 제기한다.
펜실베이니아 대학교의 명예 재무 및 미디어 분석가인 에드워드 S. 허먼 교수는 독립 언론인 데이비드 피터슨과 함께 국제사회주의 리뷰와 공공 지식인 프로젝트에 대해 이 책에 대한 자세한 부정적인 리뷰를 작성하며 "학문의 기술적 작업이자 도덕적 지침으로서 끔찍한 책"이라고 결론지었다. 그러나 이 책은 21세기 초 미국과 서구 엘리트들의 요구에 매우 잘 부합한다." 허먼과 피터슨은 제2차 세계대전 이후 핑커의 '롱 피스' 아이디어에 대해 문제를 제기한다: "핑커는 '민주주의 국가들이 서로 분쟁을 피할 뿐만 아니라' '전반적인 분쟁에서 벗어나는 경향이 있다...'고 주장한다. 이는 1945년 이후 미국 암살, 제재, 전복, 폭격, 침략의 많은 희생자들에게 놀라운 일이 될 것이다."

엘리자베스 콜버트는 뉴요커에 비판적인 리뷰를 썼고, 이에 핑커가 답글을 올렸다. 콜버트는 "핑커의 관심 범위는 거의 전적으로 서유럽에 국한되어 있다"고 말한다. 핑커는 자신의 책에 "세계 폭력", "미국의 폭력", 오스만 제국, 러시아, 일본, 중국의 전쟁 역사에 대한 섹션이 있다고 답했다. 콜버트는 "핑커는 유럽의 피비린내 나는 식민지 모험에 대해 거의 침묵하고 있다"고 말한다. 핑커는 "이 책에서 식민지 정복, 전쟁, 노예제, 대량 학살에 대해 논의하는 25곳 이상의 장소가 빠르게 검색되었을 것"이라고 답했다. 콜버트는 "위협을 줄이는 경향이 있는 힘, 트렌드 또는 '더 나은 천사'를 언급하고, 다른 누군가는 반대로 밀어붙이는 힘, 트렌드 또는 '내면의 악마'를 언급할 수 있다"고 결론지었다. 핑커는 이 결론을 "뉴요커가 과학에 대해 보도할 때 자주 탐닉하는 포스트모더니즘의 궤변"이라고 부른다.
벤 로우스는 CTtheory에 대해 "진실 문제와 관련하여 '관점주의' 입장을 취한다면 핑커의 폭력에 대한 역사적 서사의 직접적인 반대를 주장할 수 없을까요? 실제로 시간이 지남에 따라 우리는 훨씬 더 폭력적이 되었나요? 각 해석은 '진실'에 일정한 지분을 고정되고 유효한 것으로 투자할 수 있지만, 그럼에도 불구하고 각 견해는 잘못된 것으로 간주될 수 있다." 핑커는 FAQ 페이지에서 경제적 불평등이 다른 형태의 '메타포릭' 폭력과 마찬가지로 "개탄스러울 수 있지만, 이를 강간과 대량학살과 함께 묶는 것은 도덕화와 이해를 혼동하는 것"이라고 주장한다. 저임금 노동자, 문화적 전통 훼손, 생태계 오염 및 도덕주의자들이 폭력이라는 용어를 은유적으로 확장하여 낙인찍고 싶어하는 다른 관행에 대한 디토. 나쁜 것이 아닌 것은 아니지만, '나쁜 것들'을 주제로 한 일관된 책을 쓸 수는 없다... 물리적 폭력은 한 권의 책(Better Angels의 길이에서 알 수 있듯이)에 충분히 큰 주제이다. 암에 관한 책에는 은유적 암에 관한 장이 필요하지 않은 것처럼, 폭력에 관한 일관된 책은 대량학살과 고양이 같은 발언을 하나의 현상처럼 묶어둘 수 없다."라고 말한다. 이를 인용하여 로우스는 핑커가 "폭력적이라는 것이 무엇을 의미하는지에 대한 환원적 비전"을 가지고 있다고 주장한다

해군 대학원의 존 아킬라는 이 책이 전쟁에서 민간인이 사망하는 위협을 정확하게 나타내지 않는다고 말한 통계를 사용하고 있다고 외교 정책에서 비판했다:
이 연구들에서 도출된 결론의 문제점은 "전투 사망" 통계에 대한 의존도이다. 지난 세기 가 역사적으로 반복되는 패턴은 전쟁으로 인한 비전투원들의 사망이 꾸준히 그리고 매우 극적으로 증가했다는 것이다. 제1차 세계 대전에서 사망한 천만 명 이상의 사람들 중 아마도 10퍼센트만이 민간인이었을 것이다. 비전투원 사망자 수는 제2차 세계 대전으로 인한 5천만 명 이상의 목숨을 잃은 사람들 중 50퍼센트까지 급증했으며, 그 이후로 슬픈 사망자 수는 계속 증가하고 있다.".

자선 단체인 서바이브 인터내셔널의 이사 스티븐 코리는 이 책을 원주민의 권리 관점에서 비판했다. 그는 핑커의 책이 "부족민들의 권리에 대한 논쟁을 한 세기 이상 거슬러 올라가는 허구적이고 식민주의적인 '잔인한 야만인' 이미지를 조장하고 있으며, 이는 여전히 그들의 파괴를 정당화하는 데 사용되고 있다"고 주장한다
인류학자 라훌 오카는 폭력의 명백한 감소가 규모의 문제일 뿐이라고 제안했다. 전쟁은 더 많은 비율의 소규모 인구를 죽일 것으로 예상할 수 있다. 인구가 증가함에 따라 그에 비례하여 전사의 수는 줄어들었다. 오카의 주장은 1800~1945년 징집병의 감소를 암시한다.
시니사 말레세비치는 핑커와 아자르 갓과 같은 유사한 이론가들이 인간이 유전적으로 폭력에 취약하다는 잘못된 비전을 제시한다고 주장했다. 그는 핑커가 조직 폭력과 대인 폭력을 혼동하며 현대에서의 전쟁, 집단 학살, 혁명 및 테러의 확산을 설명할 수 없다고 말한다. 말레세비치는 조직 폭력이 최초의 국가(10,000~12,000년 전)가 형성된 이후로 증가해 왔으며, 이 과정은 조직 역량의 증가, 더 큰 이념적 침투, 그리고 사회 조직의 미시적 연대 네트워크 침투 능력과 함께 가속화되었다고 주장한다.
2016년 Nature에발표된 연구에 따르면 치명적인 폭력은 인간 기원 시점에 인간 사망의 2%를 초래했으며, 이는 포유류 기원 시점의 포유류 사망률보다 6배 높은 것으로 추정되며, 철기 시대와 같은 시기에 더 높아지기도 했지만 현대에는 2% 미만으로 떨어졌다. 버밍엄 앨라배마 대학교의 더글라스 P. 프라이는 "최근 스티븐 핑커와 다른 학자들이 구석기 시대의 폭력적인 죽음이 충격적으로 높았다는 주장은 크게 과장된 것"이라고 말했다. 반대로 연구 결과는 사회 조직이 인간 폭력에 영향을 미치는 데 매우 중요하다는 것을 보여준다." 핑커는 네이처 연구를 통해 인간은 자연스럽게 치명적인 폭력을 저지르는 경향이 있으며, 선사 시대 수렵 채집 밴드보다 족장에서 치명적인 폭력이 더 흔하며 현대 사회에서는 덜 흔하다는 자신의 책의 주장을 확인할 수 있다고 말했다.

2018년 3월, 학술 저널 Historical Reflections는 빌 게이츠의 평가와 같은 더 넓은 문화에 미치는 중요한 영향을 고려하여 핑커의 책에 전적으로 대응하는 데 전념하는 44권의 첫 번째 호를 발행했다. 이 호에는 핑커의 논문에 대한 12명의 역사학자들의 에세이와 일리노이 대학교의 역사학 교수인 마크 S. 미칼레와 뉴캐슬 대학교의 역사학 교수인 필립 드와이어의 편집자들이 서문에 쓴 글이 포함되어 있다
이 저널에 포함된 모든 학자들이 모든 것에 동의하는 것은 아니지만, 폭력에 관한 논의에 제공된 모든 자극에도 불구하고 핑커의 논문은 치명적이지는 않더라도 심각한 결함이 있다는 것이 전체적인 판결이다. 몇 번이고 제기되는 문제는 다음과 같다: 역사적 방법론에 진정으로 참여하지 않는 것, 의심스러운 출처를 의심 없이 사용하는 것, 과거의 폭력을 현대의 평화로움과 대조하기 위해 과장하는 경향, 핑커가 이를 반박하는 여러 스트로우 맨의 창조, 그리고 세상을 바라보는 휘그기쉬의 관점 등이다.

데이비드 그레이버는 핑커의 주장이 모든 반대자들이 잘못된 딜레마 사고를 가지고 있다고 거짓으로 비난하는 것에 근거하고 있으며, 이러한 비난들을 통해 핑커가 자신도 잘못된 딜레마 가정을 저질렀다고 주장했다.

## 시상
- 2011 New York Times Notable Books of 2011[62]
- 2012 Samuel Johnson Prize, shortlist[63]
- 2012 Royal Society Winton Prize for Science Books, shortlist[64]
- 2012–2013 Gifford Lectures at the University of Edinburgh[65]
- 2015 Mark Zuckerberg book club selection, January[66]

## 매체
- "Prof. Steven Pinker – The Better Angels of Our Nature: A History of Violence and Humanity" - 유튜브. The 2013 Gifford Lecture at the University of Edinburgh.
- Pinker discusses The Better Angels of Our Nature with psychologist Paul Bloom on bloggingheads.tv, December 8, 2012.[67]
- Pinker debates why violence has declined with Economist Judith Marquand, BHA Chief Executive Andrew Copson and BBC broadcaster Roger Bolton at the Institute of Art and Ideas.[68]

## 같이 보기
- War Before Civilization
- Factfulness: Ten Reasons We're Wrong About the World - and Why Things Are Better Than You Think

## 참조
1. ↑  Smith, Jordan Michael (2011년 10월 20일). “The Better Angels of Our Nature: Why Violence Has Declined”. 《The Christian Science Monitor》. 2011년 11월 16일에 확인함.
2. ↑  Richard Dawkins (2012년 10월 22일), 《Sex, Death And The Meaning Of Life - Episode 1》, 2016년 9월 7일에 확인함
3. 1 2 3 4 5 6 7 8 9 10 11 12 13 14 15  Pinker, Steven (2011). 《The Better Angels of Our Nature: Why Violence Has Declined》. New York: Viking. ISBN 9780670022953.
4. 1 2  Pinker, Steven (2011년 10월 6일). “The Better Angels of Our Nature”. 《New York Times》. 2015년 3월 17일에 확인함.
5. ↑  Pinker, Steven (2002), The Blank Slate: The Modern Denial of Human Nature, New York: Penguin Books, p. 318.
6. ↑  Elias, Norbert, The Civilizing Process, Vol.I. The History of Manners, (Oxford: Blackwell, 1969), and The Civilizing Process, Vol.II. State Formation and Civilization, (Oxford: Blackwell, 1982).
7. ↑  Goldstein, Joshua S.; Pinker, Steven (2011년 12월 17일). “War Really Is Going Out of Style”. 《New York Times》. 2015년 3월 17일에 확인함.
8. ↑  “Is War on the Way Out?”. Harvard University Institute of Politics. 2012년 2월 1일.
9. ↑  “The Better Angels of Our Nature: The Decline of Violence in History and its Causes”. 《The Omnivore》. 2014년 1월 7일에 원본 문서에서 보존된 문서. 2024년 7월 12일에 확인함.
10. ↑  “The Better Angels of Our Nature: Why Violence Has Declined By Steven Pinker”. 《Bookmarks》. 2015년 9월 5일에 원본 문서에서 보존된 문서. 2023년 1월 14일에 확인함.
11. 1 2  Gates, Bill (2012년 6월 18일). “The Better Angels of Our Nature: Why Violence Has Declined”. 《The Gates Notes》. 2014년 1월 22일에 원본 문서에서 보존된 문서. 2015년 3월 18일에 확인함.
12. ↑  Arts, Vanessa Thorpe (2016년 1월 31일). “Bill Gates recalls rivalry with 'genius' Steve Jobs on Desert Island Discs”. 《The Guardian》 (영국 영어). ISSN 0261-3077. 2017년 12월 11일에 확인함.
13. ↑  Hoffert, B. (2017). Enlightenment Now: The Case for Reason, Science, Humanism, and Progress. Library Journal, 142 (15), 55.
14. ↑  Singer, Peter (2011년 10월 6일). “Is Violence History?”. 《New York Times》. 2015년 3월 18일에 확인함.
15. ↑  Jervis, Robert. “Pinker the Prophet”. 《The National Interest》 (Nov-Dec 2011). 2015년 3월 18일에 확인함. pdf
16. ↑  Shermer, Michael. “Getting Better All the Time”. 《The American Scholar》 (Autumn 2011). 2015년 3월 18일에 확인함.
17. ↑  Runciman, David (2011년 9월 22일). “The Better Angels of Our Nature by Steven Pinker - review”. 《The Guardian》 (UK). 2015년 3월 18일에 확인함.
18. ↑  Radford, Tim (2012년 11월 19일). “The Better Angels of Our Nature by Steven Pinker – review”. 《The Guardian》 (UK). 2015년 3월 18일에 확인함.
19. ↑  Lee, Adam (2012년 5월 11일). “Book Review: The Better Angels of Our Nature”. 《Big Think》. 2015년 3월 18일에 확인함.
20. ↑  Bell, Vaughan. “Peace on Earth”. 《The Wilson Quarterly》 (Autumn 2011). 2015년 3월 18일에 확인함.
21. ↑  Boehm, Christopher (2012년 8월 22일). “Peace, Violence and the Species: Steven Pinker's 'The Better Angels of Our Nature'”. 《Los Angeles Review of Books》. 2015년 3월 18일에 확인함.
22. ↑  Wilson, James Q. (2011년 10월 1일). “Burying the Hatchet”. 《Wall Street Journal》. 2015년 3월 18일에 확인함.
23. ↑  Maddox, Brenda (2011년 10월 28일). “The Better Angels of our Nature: the Decline of Violence in History and its Causes by Steven Pinker: review”. 《The Telegraph》. 2015년 3월 18일에 확인함.
24. ↑  Cookson, Clive (2011년 10월 7일). “The Better Angels of Our Nature”. 《Financial Times》. 2015년 3월 18일에 확인함.
25. ↑  Horgan, John (2011년 10월 3일). “Will War Ever End? Steven Pinker's new book reveals an ever more peaceable species: humankind”. 《Slate》. 2015년 3월 18일에 확인함.
26. ↑  Boyd, Neil (2012년 1월 16일). “The Empirical Evidence for Declining Violence”. 《The Huffington Post》. 2015년 3월 18일에 확인함.
27. ↑  Brittan, Samuel (2011년 10월 22일). “The Better Angels of Our Nature: The Decline of Violence in History and its Causes by Stephen Pinker”. 《The Spectator》. 2015년 3월 18일에 확인함.
28. ↑  Kohn, Marek (2011년 10월 7일). “The Better Angels of Our Nature: The Decline of Violence in History and its Causes, By Steven Pinker”. 《The Independent》 (UK). 2015년 3월 18일에 확인함.
29. ↑  Taleb, Nassim. “The "Long Peace" is a Statistical Illusion” (PDF).
30. ↑  Pinker, Steven. “Fooled by Belligerence” (PDF). 2020년 10월 26일에 원본 문서 (PDF)에서 보존된 문서. 2013년 6월 12일에 확인함.
31. ↑  Taleb, Nassim; Cirillo, Pasquale (June 2016). “On the statistical properties and tail risk of violent conflicts”. 《Physica A: Statistical Mechanics and Its Applications》 452: 29–45. arXiv:1505.04722. Bibcode:2016PhyA..452...29C. doi:10.1016/j.physa.2016.01.050. S2CID 9716627.
32. ↑  Taleb, Nassim; Cirillo, Pasquale. “The Decline of Violent Conflicts: What Do The Data Really Say?” (PDF).
33. ↑  Clauset, Aaron (2018). “Trends and fluctuations in the severity of interstate wars”. 《Science Advances》 (영어) 4 (2): eaao3580. Bibcode:2018SciA....4.3580C. doi:10.1126/sciadv.aao3580. ISSN 2375-2548. PMC 5834001. PMID 29507877.
34. ↑  Cunen, Céline; Hjort, Nils Lid; Nygård, Håvard Mokleiv (2020). “Statistical sightings of better angels: Analysing the distribution of battle-deaths in interstate conflict over time”. 《Journal of Peace Research》 (영어) 57 (2): 221–234. doi:10.1177/0022343319896843. hdl:10852/81342. ISSN 0022-3433.
35. ↑  Cioffi-Revilla, Claudio; Midlarsky, Manus A. (2013). “Power Laws, Scaling, and Fractals in the Most Lethal International and Civil Wars”. 《SSRN Electronic Journal》 (영어). doi:10.2139/ssrn.2291166. ISSN 1556-5068.
36. ↑  Friedman, Jeffrey A. (2015). “Using Power Laws to Estimate Conflict Size”. 《Journal of Conflict Resolution》 (영어) 59 (7): 1216–1241. doi:10.1177/0022002714530430. ISSN 0022-0027. S2CID 17588433.
37. ↑  Cederman, Lars-Erik (2003). “Modeling the Size of Wars: From Billiard Balls to Sandpiles”. 《American Political Science Review》 (영어) 97 (1): 135–150. doi:10.1017/S0003055403000571. ISSN 0003-0554. S2CID 14363844.
38. ↑  Richardson, Lewis F. (1960). 《Statistics of deadly quarrels》. Pacific Grove, Calif.: Boxwood Press. ISBN 0-910286-10-8. OCLC 6738918.
39. ↑  Braumoeller, Bear F. (2019). 《Only the dead : the persistence of war in the modern age》. New York, NY. ISBN 978-0-19-084953-5. OCLC 1060600154.
40. ↑  Ferguson, R.B. 2013. Pinker’s List: Exaggerating Prehistoric War Mortality. doi:10.1093/acprof:oso/9780199858996.003.0007 In: Fry, D.P., editor. War, Peace, and Human Nature: The Convergence of Evolutionary and Cultural Views. Oxford: Oxford University Press. p 112–131.
41. ↑  “Steven Pinker on violence”. 《Marginal REVOLUTION》. 2011년 10월 11일.
42. ↑  Epstein, Robert (2011년 10월 7일). “Book Review: The Better Angels of Our Nature: Why Violence Has Declined”. 《Scientific American》. 2021년 5월 1일에 원본 문서에서 보존된 문서. 2015년 3월 18일에 확인함.
43. ↑  Gray, John (2011년 9월 21일). “Delusions of peace”. 《Prospect》. UK. 2012년 1월 10일에 원본 문서에서 보존된 문서. 2015년 3월 18일에 확인함.
44. ↑  Douthat, Ross (2011년 10월 17일). “Steven Pinker's History of Violence”. 《New York Times》.
45. ↑  Douthat, Ross (2011년 10월 15일). “Democracy's Collateral Damage”. 《New York Times》.
46. ↑  Hart, David Bentley. “The Precious Steven Pinker”. 《First Things》 (January 2012). 2016년 7월 8일에 확인함.
47. ↑  Lerner, Craig S. “Have a Nice Millennium”. 《Claremont Review of Books》 (Winter 2011/12). 2021년 2월 27일에 원본 문서에서 보존된 문서. 2015년 3월 18일에 확인함.
48. ↑  “Malcolm and Martin”. 《Claremont Review of Books》 (Spring 2012). 2021년 2월 27일에 원본 문서에서 보존된 문서. 2015년 3월 18일에 확인함.
49. ↑  Herman, Edward S.; Peterson, David. “Steven Pinker on the alleged decline of violence”. 《International Socialist Review》 86. 2015년 3월 19일에 확인함.
50. ↑  Herman, Edward S.; Peterson, David (2012년 9월 13일). “Reality Denial: Steven Pinker's Apologetics for Western-Imperial Violence”.
51. ↑  Kolbert, Elizabeth (2011년 10월 3일). “Peace In Our Time: Steven Pinker's History of Violence in Decline”. 《The New Yorker》. 2022년 8월 20일에 원본 문서에서 보존된 문서. 2015년 3월 19일에 확인함.
52. ↑  Pinker, Steven (November 2011). “Frequently Asked Questions about The Better Angels of Our Nature: Why Violence Has Declined”. 2012년 10월 9일에 원본 문서에서 보존된 문서.
53. ↑  Laws, Ben (2012년 3월 21일). “Against Pinker's Violence”. 《CTheory》.
54. ↑  Arquilla, John (2012년 12월 3일). “The Big Kill”. 《Foreign Policy》. 2015년 3월 19일에 확인함.
55. ↑  Corry, Stephen (2013년 6월 12일). “The case of the 'Brutal Savage': Poirot or Clouseau?: Why Steven Pinker, like Jared Diamond, is wrong”. 《Open Democracy》. 2015년 3월 19일에 확인함.
56. ↑  “Why human society isn't more – or less – violent than in the past”. 2017년 12월 15일.
57. ↑  Malesevic, Sinisa; Malešević, Siniša (2017년 4월 13일). 《The Rise of Organised Brutality》. Cambridge University Press. ISBN 9781107095625.
58. ↑  Gómez, José María et al (Summer 2016). "The phylogenetic roots of human lethal violence," Nature, vol 538 (7624), https://www.uv.es/~verducam/HHL.pdf
59. ↑  “Natural born killers: humans predisposed to murder, study suggests | Evolution | The Guardian”. 《The Guardian》. 2021년 3월 8일. 2021년 3월 8일에 원본 문서에서 보존된 문서. 2021년 4월 13일에 확인함.
60. ↑  Micale, M. S., & Dwyer, P. (2018). Introduction, Historical Reflections/Réflexions Historiques, 44(1), 1–5. Full issue: https://www.berghahnjournals.com/view/journals/historical-reflections/44/1/historical-reflections.44.issue-1.xml
61. ↑  David Graeber (2021). "The Dawn of Everything: A New History of Humanity" In particular, Graeber criticized Pinker's simultaneous claims that strivings towards utopia would cause violence while Pinker's fear of things getting worse would not. To Graeber, the latter belief's believability lay strongly in its absence of overt utopianism: Pinker merely did not say that the systems he endorsed were perfect. Graeber wrote that Pinker failed to note that the historic political systems which Pinker rejected did not overtly promise utopia in the first place as well. Pinker, to Graeber, dogmatically presupposed a single linear scale, and thereby charged any contrarians thereof of rejecting all linear scales and adopting "black and white thinking". Pinker thereby purportedly constructed a false dilemma between false-dilemma-fraught utopianism, and Pinker's own endorsements. Graeber stated that Lenin and Stalin claimed not that communism was perfect but merely that capitalism was worse, while the Inquisition would have tortured people to guarantee victims' places in not a perfect Paradise but rather merely limbo to prevent an eternity in hell. It was likewise argued by Graeber that Pinker's gradualist policies, by fearing an essentially hellish vision of a return to a Dark Age as understood by Pinker, would not be free from unlimited violence to prevent such an alleged future either.
62. ↑  “100 Notable Books of 2011”. 《New York Times》. 2011년 11월 21일. 2015년 3월 19일에 확인함.
63. ↑  Flood, Alison (2012년 10월 4일). “Six books to 'change our view of the world' on shortlist for non-fiction prize”. 《The Guardian》 (UK). 2015년 3월 19일에 확인함.
64. ↑  “Royal Society Winton Prize for Science Books 2012 Shortlist Announced”. 《The Royal Society》. 2012년 9월 25일. 2015년 3월 19일에 확인함.
65. ↑  “Professor Steven Pinker”. 《University of Edinburgh》. 2016년 8월 4일.
66. ↑  Williams, Rhiannon (2015년 2월 1일). “Mark Zuckerberg's Year of Books: the full list”. 《The Daily Telegraph》. 2015년 2월 2일에 확인함.
67. ↑  “Bloggingheads.tv”.
68. ↑  “The Decline of Violence”. 《Institute for Art and Ideas》. 2015년 3월 19일에 확인함.